# Urszula Kasprzak
Urszula Kasprzak, conocida simplemente como Urszula, (n. 7 de febrero de 1960, Lublin) es una cantante y compositora polaca. Como músico destaca en la guitarra, piano y acordeón. Fue especialmente popular en Polonia durante su etapa con la banda rock Budka Suflera. A lo largo de su carrera ha grabado quince álbumes musicales, cuyas canciones se han utilizado en películas y series de televisión. Urszula también es actriz ocasional y ha aparecido en varias películas.

## Discografía

### Studio albums
| Urszula                                                                 | - Lanzamiento: 1983 - Sello: Savitor - Formatos: LP, CD, CS                                          | 49 |                 |                |
| Malinowy król                                                           | - Lanzamiento: 1985 - Sello: Polton - Formatos: LP, CD, CS                                           | 47 |                 |                |
| Urszula 3                                                               | - Lanzamiento: 1987 - Sello: Arston - Formatos: LP, CD, CS                                           | —  |                 |                |
| Urszula czwarty raz                                                     | - Lanzamiento: 1988 - Sello: Polskie Nagrania Muza - Formatos: LP, CD, CS                            | —  |                 |                |
| Urszula & Jumbo                                                         | - Lanzamiento: 1992 - Sello: Polton - Formatos: CD, CS                                               | —  |                 |                |
| Biała droga                                                             | - Lanzamiento: 21 de marzo de 1996 - Sello: Zic Zac - Formatos: CD, CS                               | —  | - POL: 200 000+ | - POL: Platino |
| Supernova                                                               | - Lanzamiento: 23 de noviembre de 1998 - Sello: BMG Polska - Formatos: CD, CS                        | —  | - POL: 100 000+ | - POL: Platino |
| Udar                                                                    | - Lanzamiento: 26 de abril de 2001 - Sello: BMG Polska - Formatos: CD                                | 9  |                 |                |
| Dziś już wiem                                                           | - Lanzamiento: 9 de abril de 2010 - Sello: Magic Records - Formatos: CD, descarga digital            | 8  | - POL: 15 000+  | - POL: Oro     |
| Eony Snu                                                                | - Lanzamiento: 27 de agosto de 2013 - Sello: Universal Music Polska - Formatos: CD, descarga digital | 29 |                 |                |
| "—" significa que no entró en lista o no fue lanzado en ese territorio. | |    |                 |                |